# Ensenada (Nuevo México)
Ensenada es un lugar designado por el censo ubicado en el condado de Río Arriba en el estado estadounidense de Nuevo México. En el Censo de 2010 tenía una población de 107 habitantes y una densidad poblacional de 28,34 personas por km².

## Geografía
Ensenada se encuentra ubicado en las coordenadas 36°43′51″N 106°32′13″O / 36.73083, -106.53694. Según la Oficina del Censo de los Estados Unidos, Ensenada tiene una superficie total de 3.78 km², de la cual 3.78 km² corresponden a tierra firme y (0%) 0 km² es agua.

## Demografía
Según el censo de 2010, había 107 personas residiendo en Ensenada. La densidad de población era de 28,34 hab./km². De los 107 habitantes, Ensenada estaba compuesto por el 71.96% blancos, el 0% eran afroamericanos, el 2.8% eran amerindios, el 0% eran asiáticos, el 0% eran isleños del Pacífico, el 21.5% eran de otras razas y el 3.74% pertenecían a dos o más razas. Del total de la población el 88.79% eran hispanos o latinos de cualquier raza.